# Joseph Houbiers
Joseph Willem Hubert Houbiers (Simpelveld, 23 maart 1893 – Bocholtz, 31 augustus 1958) was een Nederlands politicus.
Hij werd geboren als zoon van Ludovicus Hubertus Wilhelmus Houbiers (1849-1928) en Maria Angelina Thomassen (1850-1922). Zijn vader was akkerbouwer en vanaf 1905 burgemeester van Simpelveld. Zelf was J.W.H. Houbiers gemeentesecretaris van Bocholtz voor hij bij koninklijk besluit van 28 maart 1918 (enkele dagen nadat hij 25 was geworden) benoemd werd tot burgemeester van die gemeente. Nadat zijn vader in 1923 met pensioen ging, werd hij tevens burgemeester van Simpelveld. Houbiers zou beide functies vervullen tot hijzelf in 1958 met pensioen ging. Enkele maanden later overleed hij op 65-jarige leeftijd.

## Dubbelrol
Naast het burgemeesterschap in Bocholtz (1918-1958) was Houbiers ook burgemeester van Simpelveld (1923-1958). Deze dubbelbaan leverde ook een dubbel salaris op. Een burgemeester mocht in Houbiers' tijd alleen burgemeester zijn van twee gemeenten als die samen niet meer dan tienduizend inwoners hadden. Simpelveld en Bocholtz bereikten dat aantal bijna als gevolg van de geboortegolf van na de Tweede Wereldoorlog. Houbiers vertraagde een deel van de woningbouw en liet grote gezinnen naar andere gemeenten verhuizen. Dat werkt uiteindelijk in het voordeel van Houbiers, want beide gemeentes blijven lange tijd onder de gestelde grens van tienduizend inwoners.